# Literatură de groază

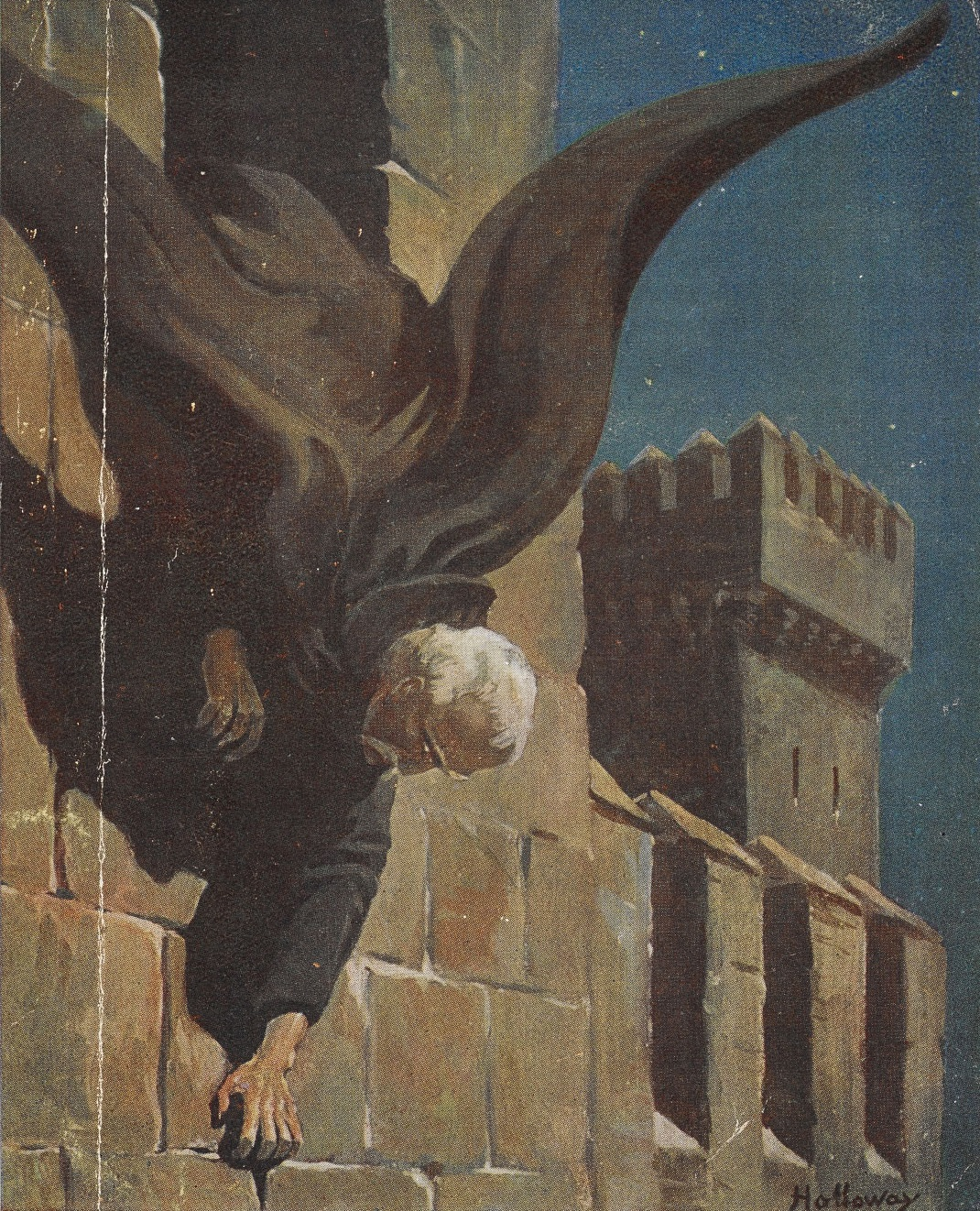
Contele Dracula (ilustrație din 1919)

Literatura de groază (sau literatura horror) (engleză Horror fiction) este un gen de literatură, care este destinată sau are capacitatea de a speria cititorii săi, de a induce sentimente de groază și teroare. Povestea poate fi supranaturală sau non-supranaturală. Genul are origini antice, care au fost reformulate în secolul al XVIII-lea ca horror gotic, odată cu publicarea lucrării Castle of Otranto (Castelul din Otranto) (1764) de Horace Walpole.

## Exemple
- Frritt-Flacc de Jules Verne
- Carrie de Stephen King
- Straniul caz al doctorului Jekyll și al domnului Hyde de Robert Louis Stevenson
- Notre-Dame de Paris de Victor Hugo
- Frankenstein de Mary Shelley
- Dracula de Bram Stoker
- Omul invizibil de H. G. Wells

## Vezi și
- The Penguin Encyclopedia of Horror and the Supernatural